# Oenanthe aquatica
El felandrio acuático (Oenanthe aquatica) es una especie  de la familia de las apiáceas.

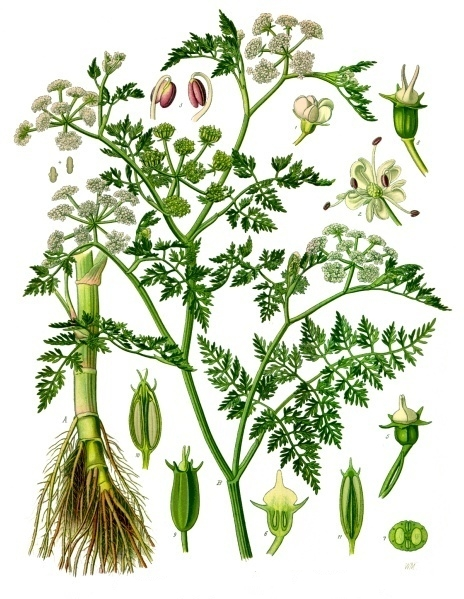
Ilustración

## Descripción
Se distingue  de Oenanthe fluviatilis en su fruto ovoide de menos de 4,5 mm de largo (fruto de 5 mm de largo en Oenanthe fluviatilis ). La mayoría de las hojas por encima del agua, tripinnadas, de lóbulos ovados puntiagudos; hojas sumergidas de lóbulos lineales. Flores blancas, en umbelas de 5-15 radios primarios; pedúnculo de la umbela más corto que los radios. Florece en verano.

## Distribución y hábitat
En toda Europa excepto Islandia. Habita en estanques y acequias.
En España está considera planta extinguida, por Resolución de 1 de agosto de 2018, de la Secretaría de Estado de Medio Ambiente, por la que se publica el Acuerdo de la Conferencia Sectorial de Medio Ambiente en relación con el Listado de especies extinguidas en todo el medio natural español. BOE Nº 195, lunes 13 de agosto de 2018.

## Taxonomía
Oenanthe aquatica fue descrita por (L.) Poir. y publicado en Encyclopédie Méthodique, Botanique 4(2): 530. 1798.
Etimología
Oenanthe: nombre genérico que deriva del griego oinos = "vino", para una planta de olor a vino, y el nombre griego antiguo para alguna planta espinosa.
aquatica; epíteto latino que significa "acuático, en el agua".
Sinonimia
- Oenanthe phellandrium Lam.
- Phellandrium aquaticum L.[5]
- Oenanthe gigantea Zumagl. [1849, Fl. Pedem., 1 : 421]
- Ligusticum phellandrium Crantz [1767, Class. Umb. Emend. : 83]
- Phellandrium divaricatum Gray [1821, Nat. Arr. Brit. Pl., ? : ?] [nom. illeg.]
- Phellandrium divaricatum Gilib. [1782, Fl. Lituan., 2 : 93] [nom. invalid.][6]

## Nombre común
- Castellano: cicuta acuática, cicutaria, felandrio acuático, hinojo acuático, milenrama de arroyos deshecha y enhiesta, perejil de brujas.[5]